# Edmond de Pressensé

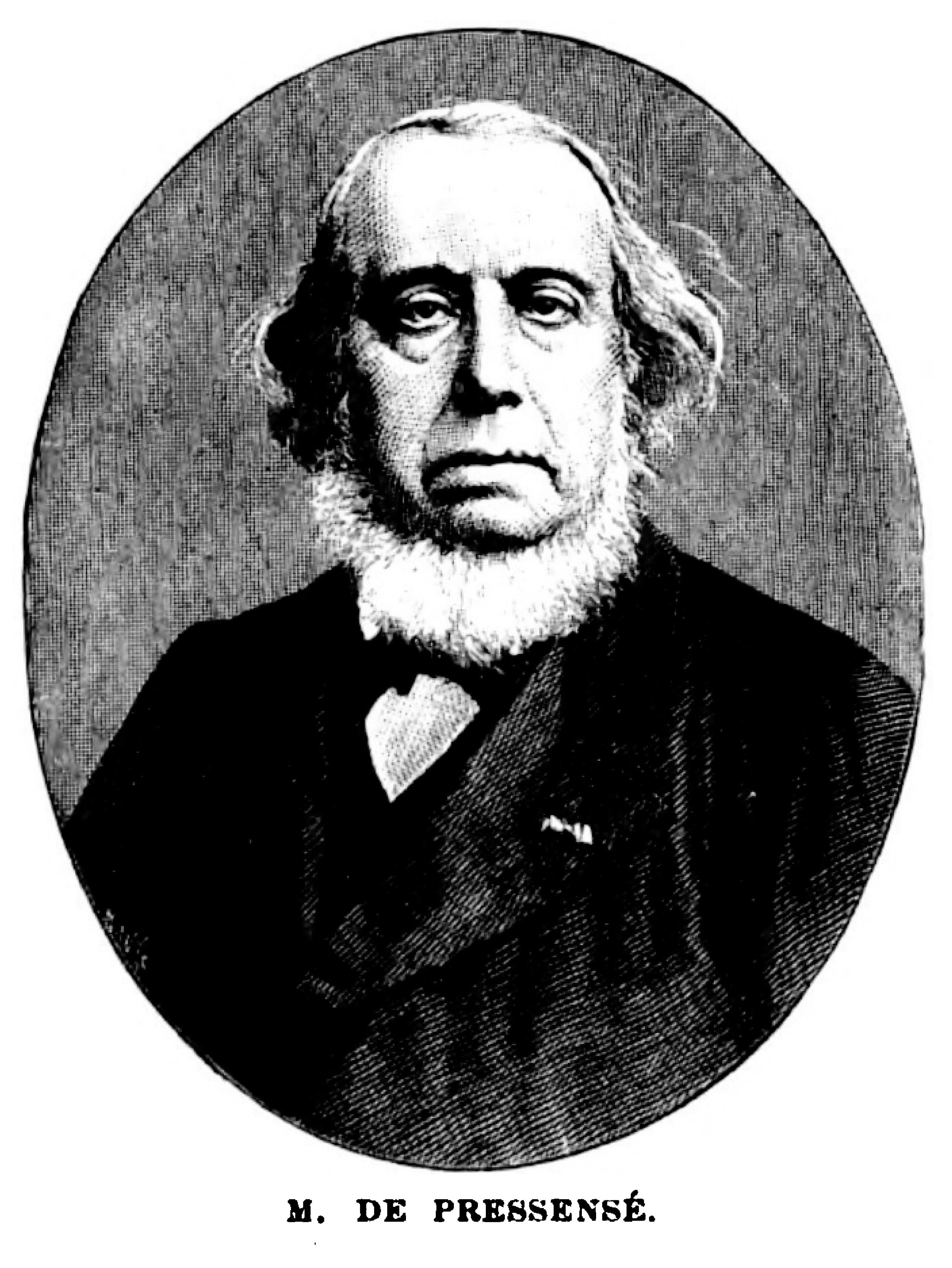
Edmond de Pressensé.

Edmond Marcellin Déhault de Pressensé, född 7 januari 1824 i Paris, död där 8 april 1891, var en fransk teolog. Han var far till Francis de Pressensé.
Pressensé, som var lärjunge till Alexandre Vinet, företrädde en utpräglad religiös individualism och krävde bland annat kyrkans skiljande från staten. Åren 1847–1871 var han predikant i en frikyrka i Paris och grundade 1856 Revue chrétienne som organ för sina strävanden. Mot Ernest Renan utgav han Histoire des trois premieres siècles de l'Église chrétienne (6 band, 1858–1877) och Jesus Christ, son temps, sa vie, son oeuvre (1865, svensk översättning 1868). Från 1883 var han ständig ledamot av senaten. . År 1891 invaldes han som ledamot av Académie des sciences morales et politiques.